# Морская мина

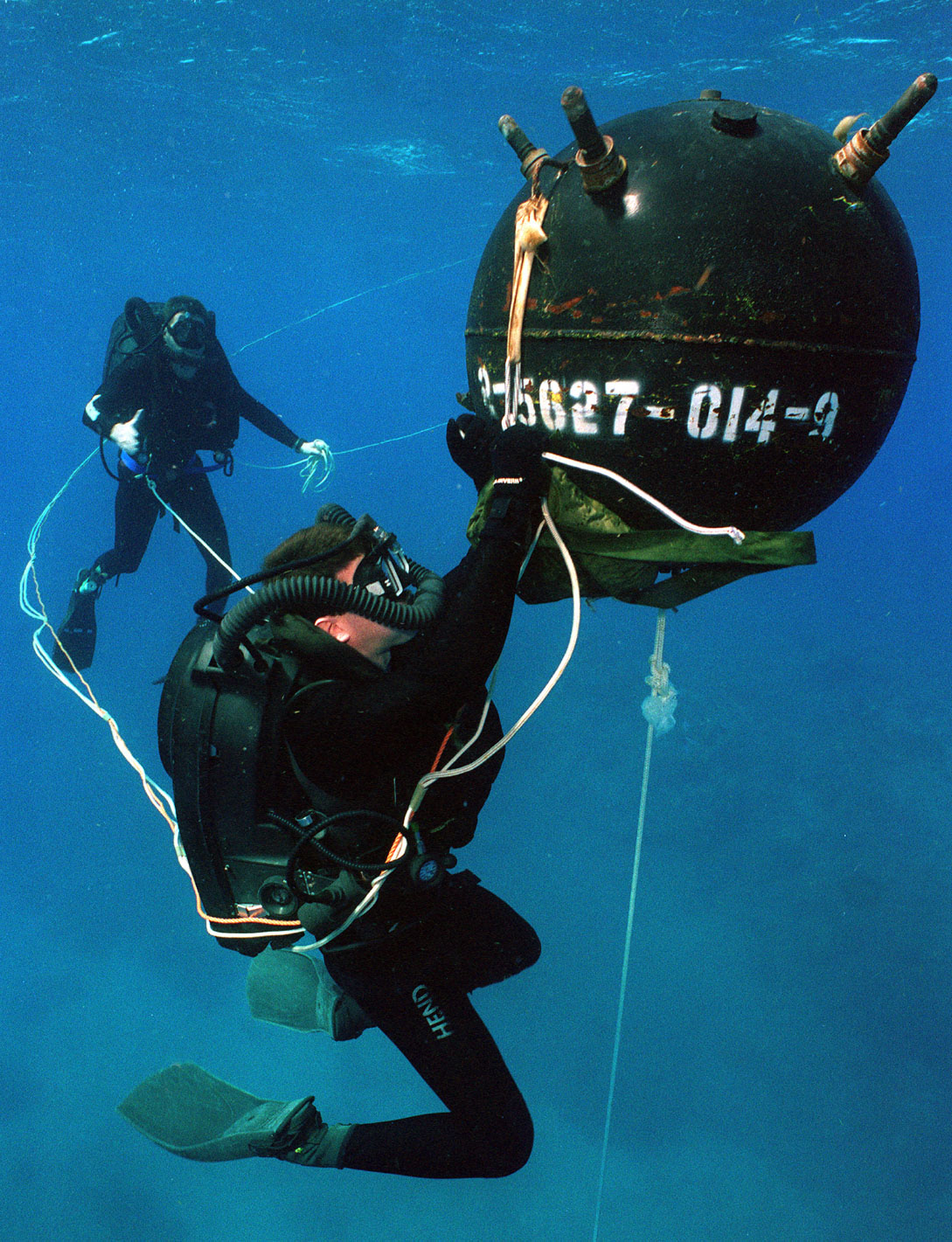
Тренировка по обезвреживанию учебной морской мины в североамериканском флоте, январь 2005 года.

Морские мины, Подводные мины — боевые припасы, скрытно установленные в воде и предназначенные для поражения подводных и надводных кораблей (подводных лодок, кораблей и судов) противника, а также для затруднения их плавания, для очистки фарватера от мин заграждения применялись контр-мины.
В другом источнике указано, что мина (подводная мина) — приспособление или снаряд для производства взрыва под водою.

## История

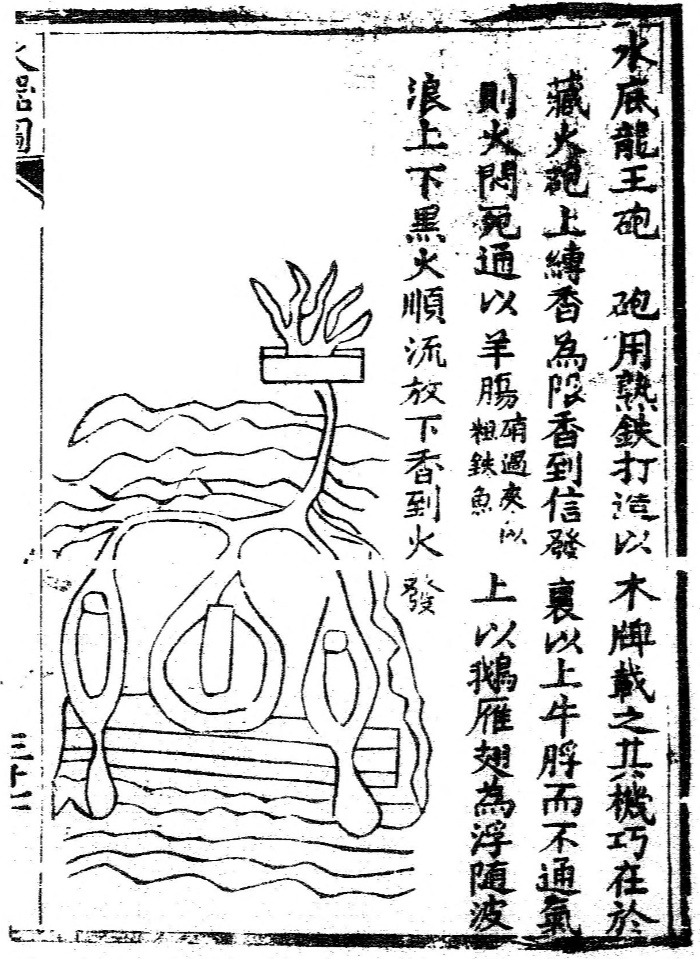
Рисунок XIV столетия из трактата Холунцзин с морской миной и её описанием

Предшественница морских мин была впервые описана китайским артиллерийским офицером начального периода империи Мин Цзяо Ю в военном трактате XIV века под названием Холунцзин. Китайские хроники рассказывают также об использовании взрывчатых веществ в XVI веке для борьбы против японских пиратов (вокоу). Морские мины помещались в деревянный ящик, герметизированный с помощью шпатлёвки. Генерал Ци Цзюйгуан сделал несколько таких дрейфующих мин с отложенным подрывом для преследования японских пиратских судов. В трактате Сут Инсина Тяньгун Кайу ('Использование явлений природы') 1637 года описаны морские мины с длинным шнуром, протянутым до скрытой засады, расположенной на берегу. Дёргая за шнур, человек из засады приводил в действие стальной колесцовый замок с кремнём для получения искры и воспламенения взрывателя морской мины.

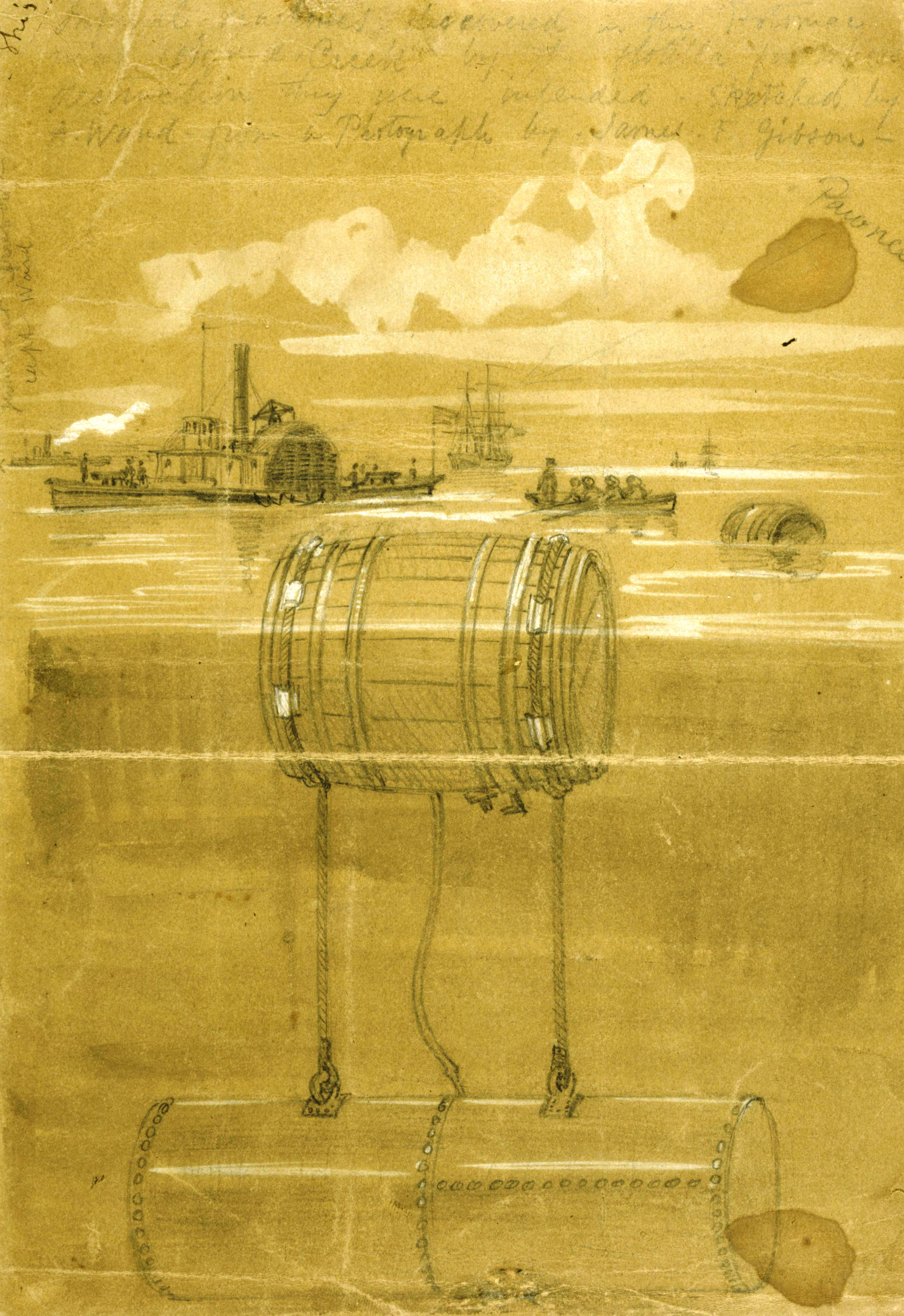
«Адская машина» на реке Потомак в 1861 г. во время Гражданской войны в США, эскиз Альфреда Вауда

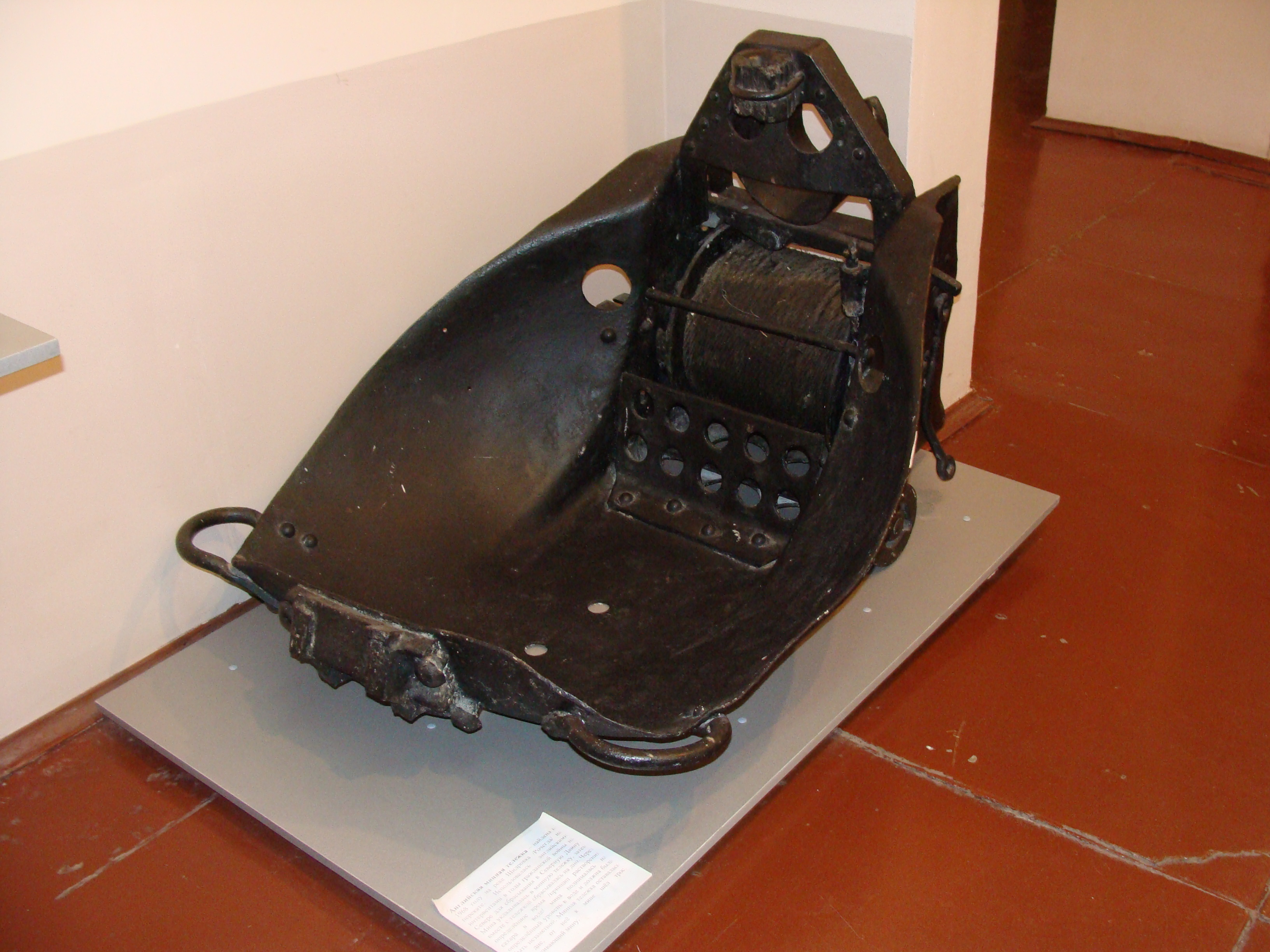
Английская минная тележка времен интервенции

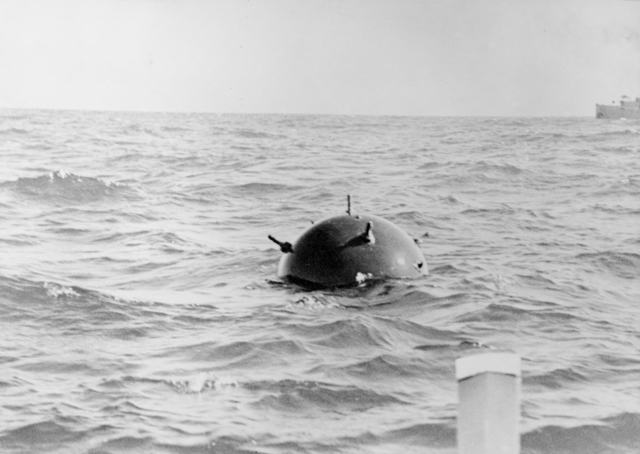
Немецкая контактная мина в австралийских водах в годы Второй мировой войны

Первый проект по применению морских мин на Западе сделал Ральф Раббардс, он представил свои разработки английской королеве Елизавете в 1574. Голландский изобретатель Корнелиус Дреббель, работавший в артиллерийском управлении английского короля Карла I, занимался разработками оружия, в том числе «плавающих хлопушек», которые показали свою непригодность. Оружие этого типа, по-видимому, пытались применить англичане во время осады Ла-Рошели в 1627 году.
Американец Давид Бушнель изобрёл первую практичную морскую мину для применения против Великобритании во время американской войны за независимость. Она представляла собой загерметизированную бочку с порохом, которая плыла в направлении противника, а её ударный замок взрывался при столкновении с судном.
В 1812 году российский инженер Павел Шиллинг разработал электрический взрыватель подводной мины и в том же году успешно осуществил подрыв подводного фугаса с помощью электрического тока от батареи, расположенной на берегу. Затем об его изобретении надолго забыли, пока в 1832 году Шиллинг не сумел заинтересовать своим изобретением императора Николая I, повторив в его присутствии свой опыт. Императором были выделены средства на продолжение испытаний, а в 1832 году учрежден «Комитет о подводных опытах», в состав которого был включен и Б. С. Якоби. В 1840 году Комитет организовал практические испытание разработанных мин: на малом Невском фарватере было выставлено минное заграждение в шахматном порядке из 26 мин, на которое по течению был пущен гружёный бот, после последовательного подрыва четырёх мин он был полностью разрушен и затонул. После этого успеха работы были продолжены, под руководством Якоби разработано несколько конструкций мин и взрывателей к ним. Якоби создал морскую якорную мину, обладавшую собственной плавучестью (за счёт воздушной камеры в её корпусе), гальваноударную мину, ввёл подготовку специальных подразделений гальванёров для флота и саперных батальонов. Во время Крымской войны новое оружие впервые было применено в боевых действиях, когда при появлении в Финском заливе англо-французского флота русские военные моряки произвели массовые минные постановки для защиты подходов с моря к Кронштадту, Ревелю, Усть-Двинску и Свеаборгу. Особенно впечатляющими они были на подступах к крепости Кронштадт — 1865 мин и у Свеаборга — 994 мины, к тому же они прикрывались огнём береговой артиллерии. В ходе разведки фарватеров у Кронштадта 8 (20) июля 1855 года 4 британских парохода один за другим подорвались и получили повреждения в результате подводных взрывов российских морских мин, после чего неприятельская эскадра была спешно отведена в море. Российский императорский флот стал первым в мировой военной истории флотом, применившим морские мины не спорадически, а как элемент спланированной морской стратегии (впоследствии, ВМФ СССР уделял большое значение применению морских мин в военных действиях на море).
Некоторые западные источники оспаривают русский приоритет в практическом применении морских минных заграждений и приводят более ранние случаи — 1803 и даже 1776 год; успех их, однако, не подтвержден.
В русско-турецкой войне 1877—1878 годов русские военные моряки широко применяли минное оружие на Черном море, но особенно массово на Дунае, где им удалось парализовать действия турецкой речной флотилии (там было выставлено 436 мин).
Морские мины широко применялись во время русско-японской войны. Русским флотом выставлено 4 275 мин, на которых японский флот потерял затонувшими или повреждёнными 3 броненосца, 4 крейсера, 2 канонерские лодки, 4 истребителя, 5 миноносцев, посыльное судно. В свою очередь, на японских минах погиб русский броненосец «Петропавловск».
В Первую мировую войну всеми воюющими флотами было установлено 310 тыс. морских мин, от которых затонуло около 400 кораблей, в том числе 9 линкоров.
Многие научные разработки российских изобретателей в области морских мин так и остались нереализованными, прежде всего потому, что сильно опережали технические возможности своей эпохи. Тем не менее, как пишут военные историки, у России в любой ситуации находились высококлассные специалисты в части минного оружия. А морские мины активно использовались как в оборонительных, так и в наступательных целях

## Носители морских мин
Морские мины могут устанавливаться как надводными кораблями (судами) (минными заградителями), так и с подводных лодок (через торпедные аппараты, из специальных внутренних отсеков/контейнеров, из внешних прицепных контейнеров), или сбрасываться авиацией. Также могут устанавливаться с берега на небольшой глубине противодесантные мины.

## Уничтожение морских мин

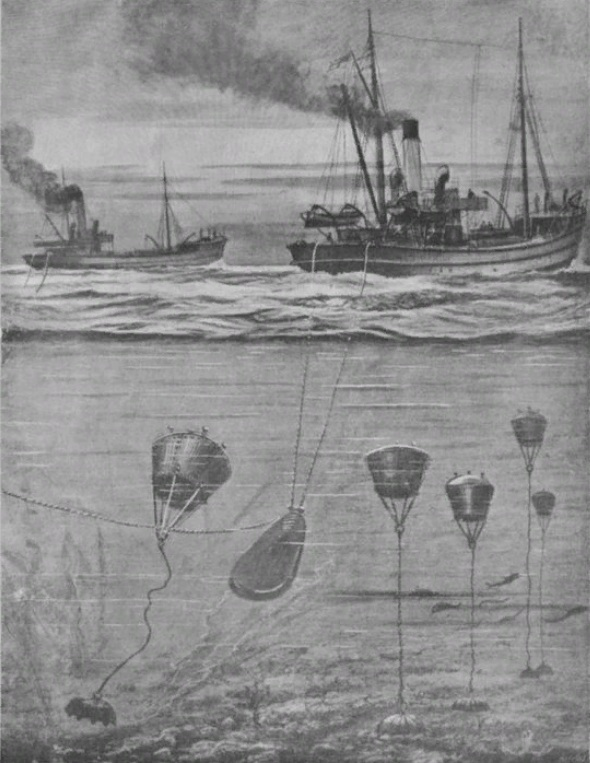
Английские тральщики уничтожают немецкие мины в Северном море, 1914 год

Для борьбы с морскими минами используются различные средства, как специально созданные, так и подручные.
Классическим средством являются корабли — тральщики. Могут использовать контактные и неконтактные тралы, поисковые противоминные аппараты или другие средства. Трал контактного типа перерезает минреп, и всплывшие на поверхность мины расстреливаются из огнестрельного оружия.
Для защиты минных заграждений от вытраливания контактными тралами используется минный защитник. 

Неконтактные тралы создают физические поля, вызывающие срабатывание взрывателей.
Кроме тральщиков специальной постройки используются переоборудованные корабли и суда.
С 1940-х годов в качестве тральщиков может использоваться авиация, в том числе с 1970-х вертолёты.
Подрывные заряды уничтожают мину в месте постановки. Могут устанавливаться поисковыми аппаратами, боевыми пловцами, подручными средствами, реже авиацией.
Прорыватели минных заграждений — своего рода корабли-камикадзе — вызывают срабатывание мин собственным присутствием.

## Классификация
Морские мины подразделяются:
- По типу установки:

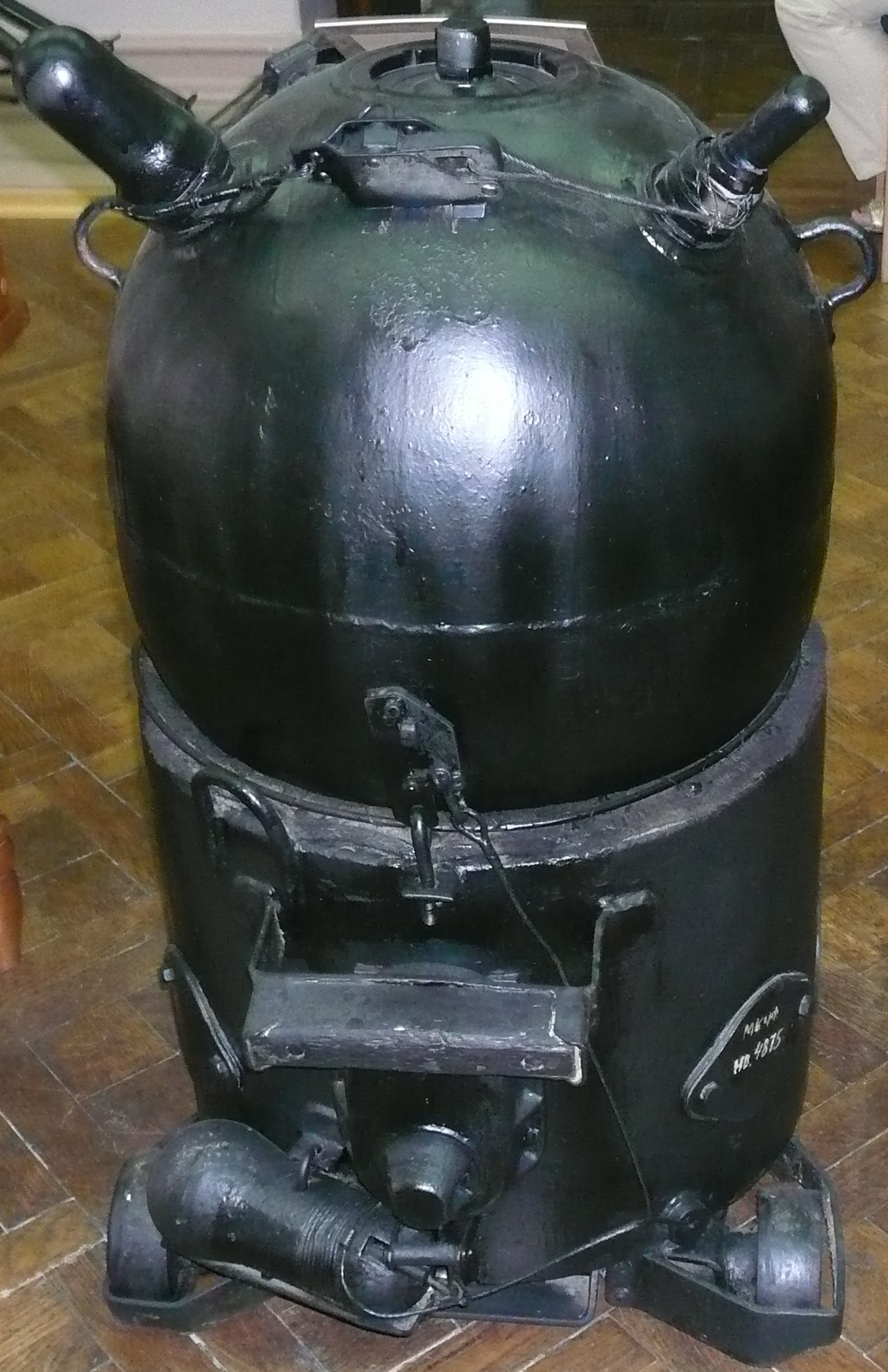
Малая якорная корабельная гальваноударная мина образца 1943 года.

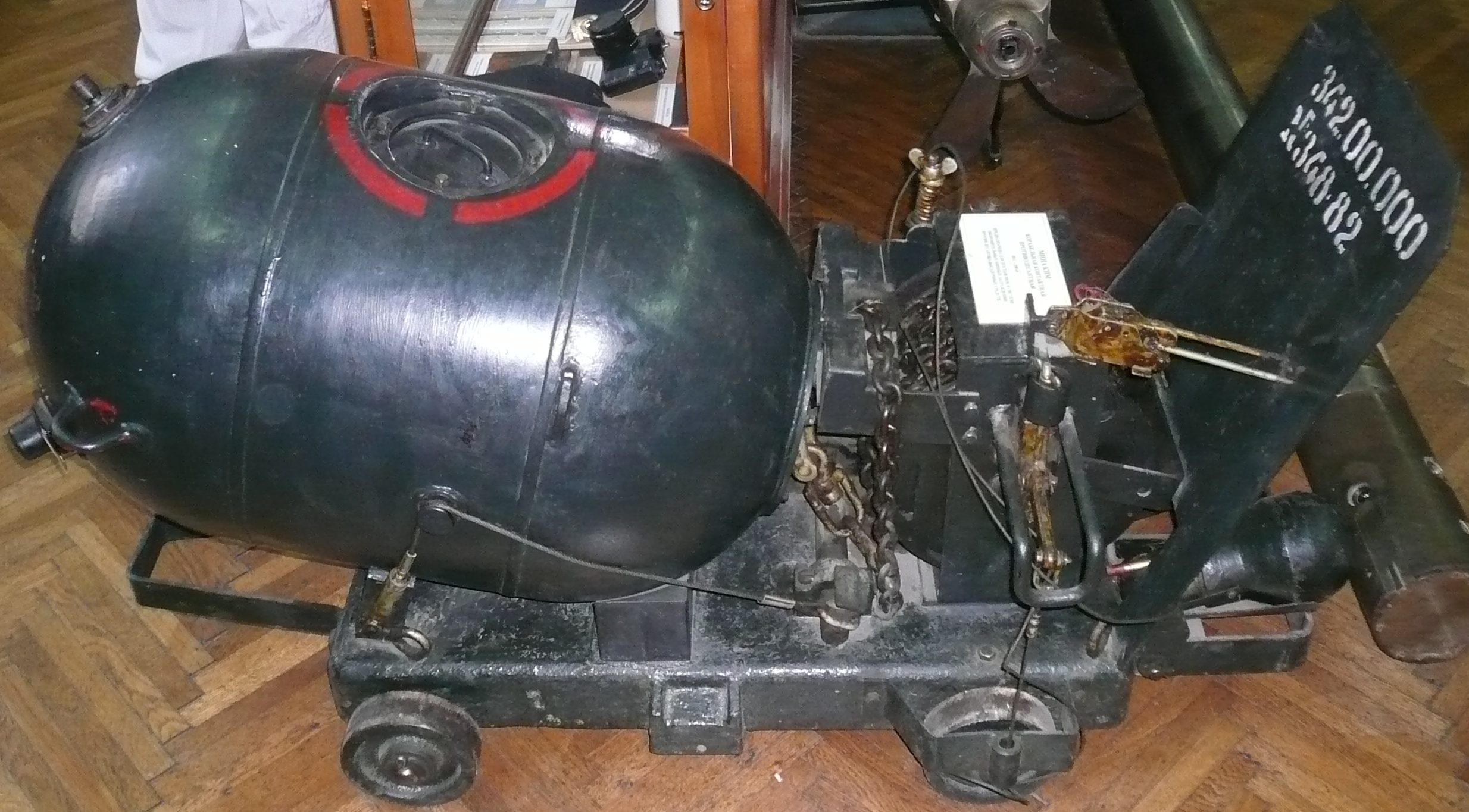
Мина КПМ (корабельная, контактная, противодесантная).

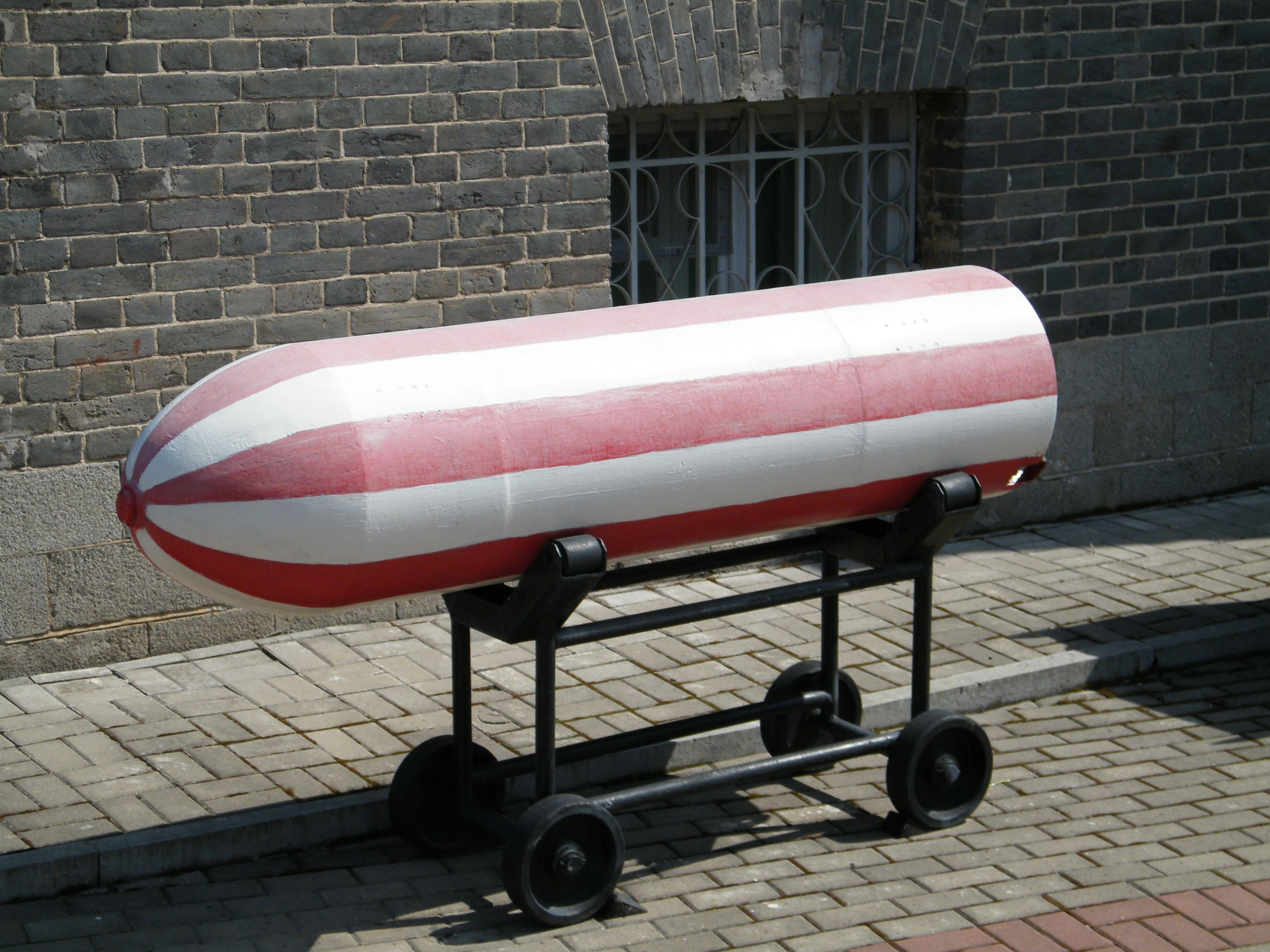
Донная мина в Музее КДВО (Хабаровск)

  - Якорные — корпус, обладающий положительной плавучестью, удерживается на заданной глубине под водой на якоре с помощью минрепа;
  - Реактивно-всплывающие — якорная мина, всплывающая с глубины под действием реактивного двигателя и поражающая корабль подводным взрывом заряда. Запуск реактивного двигателя и отделение мины от якоря происходит при воздействии физических полей корабля, проходящего над миной.
  - Донные — устанавливаются на дне моря;
  - Плавающие — дрейфующие по течению, удерживаясь под водой на заданной глубине
  - Всплывающие — установленные на якорь, а при срабатывании отдающие его и всплывающие вертикально: свободно или при помощи двигателя
  - Самонаводящиеся — электрические торпеды, удерживаемые под водой якорем или лежащие на дне.
- По принципу действия взрывателя:
  - Контактные — взрывающиеся при непосредственном соприкосновении с корпусом корабля;
    - Гальваноударные — срабатывают при ударе корабля по выступающему из корпуса мины свинцовому колпаку, внутри которого находится стеклянная ампула с серной кислотой - электролитом гальванического элемента. Исторически первый тип контактного взрывателя морских мин. При ударе колпак сминается, ампула с кислотой раздавливается, элемент начинает выдавать ЭДС, через цепь взрывателя начинает идти ток, после чего происходит взрыв.
    - Антенные — срабатывают при соприкосновении корпуса корабля с металлической тросовой антенной (применяются, как правило, для поражения подводных лодок)

  - Неконтактные — срабатывающие при прохождении корабля на определённом расстоянии от воздействия его магнитного поля, или акустического воздействия и др.; в том числе неконтактные подразделяются на:
    - Магнитные — реагируют на магнитные поля цели
    - Акустические — реагируют на акустические поля
    - Гидродинамические — реагируют на динамическое изменение гидравлического давления от хода цели
    - Индукционные — реагируют на изменение напряженности магнитного поля корабля (взрыватель срабатывает только под кораблем, имеющим ход)

  - Комбинированные — сочетающие взрыватели разных типов
- По кратности:
  - Некратные — срабатывают при первом обнаружении цели
  - Кратные — срабатывают после заданного числа обнаружений
- По управляемости:
  - Неуправляемые
  - Управляемые с берега по проводам; или с проходящего корабля (как правило акустически)
- По избирательности:
  - Обычные — поражают любые обнаруженные цели
  - Избирательные — способны распознавать и поражать цели заданных характеристик
- По типу заряда:
  - Обычные — ТНТ или сходные взрывчатые вещества
  - Специальные — ядерный заряд[источник не указан 730 дней]

Морские мины совершенствуются в направлениях увеличения мощности зарядов, создании новых типов неконтактных взрывателей и повышения устойчивости к тралению.